# 한승기
한승기(한자:韓承起, 대한민국의 포크 록 가수이다. 대한민국 강원도 강릉 출신으로 강릉 제일고등학교를 졸업했다. 한 엔터테인먼트 소속으로 1986년 6월부터 활동을 시작하여 1990년 <한때 그리고 갬>을 통해 가요계에 정식 데뷔하였다. 대표곡으로 <연인>, <브라보인생>, <불어라 바람아>, <동해의 꿈>, <말 한마디 못하고>, <계련>, <비가비가>, <날아날아>, <나의 기타>, <슬픈 사랑>, <당신께 사랑을>, <내 앞에 서서> <그댈 사랑합니다><괜찮아><갈매기의꿈><사랑은 당신입니다> 등이 있다.

## 생애 및 음악활동
한승기는 대한민국 강릉에서 태어나고 강릉 제일고등학교를 졸업하였다. 1986년부터 가수 활동을 시작하여 1990년 <한때 흐리고 갬>으로 가요계에 정식 데뷔하였고 이후 1999년 <연인>을 발표하면서 대중들에게 알려지기 시작했다. 이 노래는 오랜 세월이 지난 지금도 굳건한 매니아층을 형성하면서 많은 사람들에게 불리고 있는 우리 가요의 명곡으로 남아있다. 그 이후 수많은 라이브 무대에서 음악적 영역을 구축하면서 한승기만의 독특한 색깔을 그려왔다.
질그릇 같은 투박함 속에 묻어나는 은은한 인생의 향기처럼 묵묵히 라이브 무대와 꾸준한 콘서트를 하며 관객들과 호흡해온 그의 음악적 열정의 바탕은 노래에 대한 굳은 신념이 아니면 불가능했을 것이다.
이처럼 어떠한 어려움이 있어도 동료들인 밴드 멤버들과 함께 무대에 오르며 고집스럽게 포크와 록음악을 지켜온 그는 한국인의 끈기와 근성을 고스란히 갖고 있는 몇 안 되는 대중음악가 중의 한 사람일 것이다.
많은 팬들로부터 꾸준한 사랑을 받고 있는 <연인>을 부른 가수이지만 정작 "가수 한승기"는 잘 알려져 있지 않다. 하지만 인생의 애환과 사랑의 기쁨, 이별의 아픔을 가장 한국적인 목소리로 담아 혼신의 힘을 다해 노래함으로써, 그의 모습을 보는 사람이라면 누구나 그의 팬이자 진정한 친구로 다가가게 하는 마력을 지니고 있다.
최근 발표한 8집 <사랑은 당신입니다>발표하며 다시한번 열정을 태운다.

## 대표곡
- 사랑은 당신입니다
- 가슴속에 사는 사람아
- 괜찮아
- 갈매기의꿈
- 연인
- 브라보인생
- 불어라바람아
- 동해의 꿈
- 말한마디 못하고
- 계련
- 비가비가
- 날아날아
- 나의기타
- 슬픈사랑
- 당신께 사랑을
- 내 앞에 서서

## 음반목록
- 2017년<사랑은 당신입니다>
- 2016년<갈매기의꿈>
- 2015년 <브라보인생>
- 2014년 <말 한마디 못하고>
- 2010년 <불어라 바람아>
- 2005년 <동해의 꿈>
- 1999년 <연인>
- 1990년 <한때 흐리고 갬>
- 1988년 <차라리 내게>

## 콘서트
- 2016년 서울 리베라호텔 디너콘서트
- 2015년 서울 르네상스호텔 디너콘서트
- 2014년 강릉 문화예술회관 콘서트
- 2014년 구리아트홀 콘서트
- 2014년 대학로 까망소극장 콘서트
- 2013년 압구정동 일지아트홀 100일 콘서트
- 2013년 광진 청소년수련관 콘서트
- 2012년 엠베서더호텔 디너콘서트
- 2012년 하남문화예술회관 콘서트
- 2010년 리베라호텔 디너콘서트
- 2007년 압구정동 발렌타인소극장 100일 콘서트
- 2005년 인천 서구문화회관 콘서트
- 2002년 대학로 하이텔 ON & OFF 콘서트